# أنتي رنانيارفي
أنتــّي رنــّانيارفي (Antti Rannanjärvi؛ أوليهارما، 4 أبريل 1828 - أوليهارما، 12 أغسطس 1882) مزارع وبوكويونكاري فنلندي، قاد عصابة إجرامية رفقة أنتي إيسوتالو. واصل رنــّانيارفي ارتكاب المتاعب فيما تبقى من حياته ولكن لم يكن عليه مواجهة السلطات. وقد قـُتل على يد إركي فرانتي، المعروف لدى السكان المحليين باسم «إركي برانين».
أفضل ما يذكر به رنــّانيارفي في هذه الأيام أغنية "Isontalon Antti ja Rannanjärvi"، التي تبدء كلماتها (بلهجة بوهيانما الجنوبية) "Isoontalon Antti ja Rannanjärvi ne jutteli kaharen kesken..." («أنتي إيسوتالو ورنانيارفي دردشا لبعضهما...»).

## وصلات خارجية
- دليل بوهيانما السياحي